# 亨德森 (紐約州普查規定居民點)
亨德森（英語：Henderson）是位於美國紐約州傑佛遜縣的普查規定居民點。

## 人口
根據2020年美國人口普查的數據，亨德森的面積為1.36平方千米，皆為陸地。當地共有人口233人，而人口密度為每平方千米171.32人。